# Pleogynopteryx tenebricosa
Pleogynopteryx tenebricosa är en fjärilsart som beskrevs av Alexander Michailovitsch Djakonov 1926. Pleogynopteryx tenebricosa ingår i släktet Pleogynopteryx och familjen mätare. Inga underarter finns listade i Catalogue of Life.